# 제주항공
제주항공(濟州航空)은 대한민국의 저비용 항공사로 2005년, 애경그룹과 제주특별자치도가 공동으로 설립하였다.

## 역사
제주특별자치도는 지역 항공사 설립을 위해 애경그룹과 설립 협약을 체결하였으며, 운항에 필요한 등기설립과 자본금 확보 등의 기초작업을 진행하였다. 2005년, 봄바디어와 봄바디어 Q400 항공기 도입계약을 체결하였다. 다음해 제주 ~ 서울(김포) 취항을 시작으로 이후 부산과 양양으로 국내선을 확대하였다.
2008년 보잉 737-800 항공기 5대 도입을 진행, 제트여객기 운항과 함께 국제선 취항을 하였다.
2014년 발표한 실적 LCC 최초로 매출 6,000억원을 돌파 (6,081억원)하였으며, 2015년 11월 6일에 상장했다. 공모가 30,000원 보다 60%이상 높은 금액인 48,100원에 거래를 마쳤다. 이로써 국내 LCC 최초로 상장한 회사가 되었고, 시가총액 1조 2,461억원에서 4,900억원으로 1.31% 하락해 시가총액 9,560억원이 된 아시아나항공보다 시가총액이 높아졌다.

2009년 3월 대한민국 내 저비용 항공사로는 처음으로 국제선에 취항하였다.
2017년 10월 항공기 지상 서비스 동보공항서비스를 인수 후 2018년 2월 사명을 제이에이에스로 바꾸고 출범하였다.
2018년 11월 보잉 737 MAX 40대 구매계약을 체결했다.

## 연혁

### 2005년
- 1월 25일: 제주에어로 설립[9]
- 8월 25일: 정기항공운항사업면허 및 노선면허 취득
- 9월 12일: 상호명을 제주에어에서 제주항공으로 변경

### 2006년
- 4월 26일: 봄바디어 Q400 1호기 도입 (HL5251)
- 6월 5일: 서울(김포) - 제주 취항
- 12일: 봄바디어 Q400 2호기 도입 (HL5252)
- 29일
  - 봄바디어 Q400 3호기 도입 (HL5254)
  - 서울(김포) - 부산 취항
- 8월 7일: 서울(김포) - 양양 취항
- 25일: 제주 - 부산 취항
- 11월 15일: 봄바디어 Q400 4호기 도입 (HL5255)
- 12월 27일: 봄바디어 Q400 5호기 도입 (HL5256)

### 2007년
- 1월 28일: 서울(김포) - 부산 단항[10]
- 7월 8일: 서울(김포) - 양양 단항[11]
- 11월 5일: 제주 - 평양 최초 전세기 취항[12]

### 2008년
- 5월 21일: 보잉 737-800 1호기 도입 (HL7779)
- 6월 13일: 청주 - 제주 취항
- 7월 11일: 제주 - 히로시마 전세편 취항
- 18일: 서울(인천) - 기타큐슈 전세편 취항
- 22일: 보잉 737-800 2호기 도입 (HL7780)
- 10월 10일: 청주 - 오사카(간사이) 전세편 취항

### 2009년
- 1월 28일: 국제항공운송협회(IATA) 국제항공안전인증(IOSA) 국내 항공사 3번째, 국내 저비용 항공사 최초 획득
- 3월 20일
  - 서울(인천) - 기타큐슈 신규취항
  - 서울(인천) - 오사카(간사이) 신규취항
- 4월 7일: 보잉 737-800 3호기 도입 (HL7796)
- 10일: 서울(인천) - 방콕(수완나품) 신규취항
- 10월 21일
  - 청주 - 방콕(수완나품) 신규취항
  - 제주 - 방콕(수완나품) 전세편 취항
- 11월 27일: 서울(김포) - 오사카(간사이) 신규취항

### 2010년
- 2월 10일: 보잉 737-800 4호기 도입 (HL8214)
- 3월 28일 서울(인천) - 방콕(수완나품) 주 7회로 증편
- 29일: 서울(김포) - 나고야(주부) 신규취항[13]
- 6월 16일: 봄바디어 Q400 항공기 매각 전 고별 비행[14]
- 10월 20일: 보잉 737-800 5호기 도입 (HL8233)[15]
- 11월 1일: 서울(인천) - 홍콩(첵랍콕) 신규취항[16]
- 24일
  - 서울(인천) - 마닐라 신규취항
  - 부산 - 세부 신규취항[17]
- 29일: 보잉 737-800 6호기 도입 (HL8234)

### 2011년
- 1월 19일: 국제항공운송협회(IATA) 국제항공안전인증(IOSA) '3rd Edition' 무결점 통과[18] (국내 항공사 최초)
- 4월 4일: 서울(인천) - 홍콩(첵랍콕) 주 7회로 증편
- 5월 2일: 부산 - 홍콩(첵랍콕) 신규취항
- 6월 16일: 보잉 737-800 7호기 도입 (HL8239)
- 22일: 제주 - 오사카(간사이) 신규취항[19]
- 7월 1일: 부산 - 방콕(수완나품) 신규취항[20]
- 12월 19일: 부산 - 방콕(수완나품) 주 7회로 증편[21]

### 2012년
- 3월 1일
  - 부산 - 세부 단항
  - 서울(인천) ~ 마닐라 주 7회로 증편
- 16일: 보잉 737-800 8호기 도입 (HL8260)
- 22일: 보잉 737-800 9호기 도입 (HL8262)
- 23일: 서울(인천) - 나고야(주부) 신규취항[22]
- 30일: 서울(인천) - 후쿠오카 신규취항
- 4월 5일: 서울(인천) - 호치민 시 신규취항
- 6월 22일: 서울(인천) - 칭다오 신규취항
- 8월 31일
  - 부산 - 홍콩(첵랍콕) 단항
  - 부산 ~ 방콕(수완나품) 주 4회로 감편
- 9월 14일: 보잉 737-800 10호기 도입 (HL8261)
- 27일: 서울(인천) - 괌 신규취항
- 10월 22일
  - 서울(인천) - 괌 주 11회로 증편
  - 부산 - 방콕(수완나품) 주 7회로 증편
- 11월 24일: 보잉 737-800 11호기 도입 (HL8263)
- 29일: 서울(인천) - 세부 신규취항
- 12월 17일: 부산 - 홍콩(첵랍콕) 재취항

### 2013년
- 1월 1일: 제주 - 오사카(간사이) 단항
- 6일: IOSA 6th Edition Renewal (3차 Renewal)
- 8일: 대한민국 저비용 항공사 최초 국내선 누적 탑승객 1000만명 돌파
- 2월 24일: 서울(인천) - 호치민 시 단항
- 4월 1일: 부산 - 홍콩(첵랍콕) 계절편 운항
- 6월 3일: 보잉 737-800 12호기 도입 (HL8287)
- 7월 4일: 서울(인천) - 도쿄(나리타) 신규취항

### 2014년
- 2월 10일: 보잉 737-800 13호기 도입 (HL8295)
- 4월 7일: 보잉 737-800 14호기 도입 (HL8296)
- 6월 30일: 보잉 737-800 15호기 도입 (HL8297)
- 7월 3일: 대구 - 제주 신규취항
- 8월 9일: 서울(인천) - 자무쓰 신규취항
- 22일: 서울(인천) - 스자좡 신규취항
- 9월 25일: 대구 - 방콕(수완나품) 신규취항
- 10월 6일: 서울(인천) - 사이판 신규취항
- 26일: 서울(인천) - 자무쓰 주 2회로 증편
- 12월 1일: 보잉 737-800 16호기 도입 (HL8020)
- 19일: 서울(인천) - 하노이 신규취항

### 2015년
- 1월 8일: 부산 - 괌 신규취항
- 13일: 대구 - 베이징(서우두) 신규취항
- 16일: 보잉 737-800 17호기 도입 (HL8031)
- 4월 1일: 보잉 737-800 18호기 도입 (HL8032)
- 3일
  - 부산 - 오사카(간사이) 신규취항
  - 부산 - 후쿠오카 신규취항
- 10일: 보잉 737-800 19호기 도입 (HL8034)
- 5월 20일: 보잉 737-800 20호기 도입 (HL8033)
- 10월 27일: 부산 - 오키나와 신규취항
- 11월 6일: 유가증권 상장
- 16일: 보잉 737-800 21호기 도입 (HL8049)
- 30일: 보잉 737-800 22호기 도입 (HL8050)
- 12월 2일: 서울(인천) - 다낭 신규취항
- 14일: 보잉 737-800 23호기 도입 (HL8051)

### 2016년
- 2월 11일: 보잉 737-800 24호기 도입 (HL8061)
- 4월 18일
  - 보잉 737-800 25호기 도입 (HL8062)
  - 보잉 737-800 26호기 도입 (HL8063)
- 5월 16일: 세계 최초 저가항공사 동맹체 밸류 얼라이언스 설립, 가입
- 30일: 보잉 737-800 27호기 도입 (HL8064)
- 7월 20일
  - 서울(인천) - 삿포로 신규취항
  - 서울(인천) - 코타키나발루 신규취항
- 10월 3일: 서울(인천) - 마카오 신규취항
- 11월 28일: 서울(인천) - 싼야 신규취항
- 12월 9일: 보잉 737-800 28호기 도입 (HL8087)
- 15일
  - 부산 - 도쿄(나리타) 신규취항
  - 부산 - 사이판 신규취항

### 2017년
- 2월 6일: 보잉 737-800 29호기 도입 (HL8088)
- 23일: 누적탑승객 4000만명 돌파
- 3월 24일: 보잉 737-800 30호기 도입 (HL8090)
- 28일: 광주 - 제주 신규취항
- 4월 21일: 보잉 737-800 31호기 도입 (HL8089)
- 6월 12일: 밸류얼라이언스 개시
- 7월 3일: 서울(인천) - 가오슝 신규취항
- 26일: 서울(인천) - 나트랑 정기 전세편 신규취항
- 9월 20일
  - 보잉 737-800 32호기 도입 (HL7213)
  - 보잉 737-800 항공기 30대 보유
- 23일: 청주 - 울란바토르 정기 전세편 신규취항
- 10월 16일
  - 울산 - 제주 부정기편 취항
  - 울산 - 서울(김포) 부정기편 취항
- 11월 2일: 서울(인천) - 마쓰야마 신규취항
- 12월 20일: 보잉 737-800 33호기 도입 (HL8301)
- 26일: 서울(인천) - 나트랑 정기편으로 전환
- 27일: 서울(인천) - 호치민 시 재취항

### 2018년
- 1월 1일: 서울(인천) - 가고시마 신규취항
- 17일: 광명역 도심공항터미널 탑승수속 서비스 개시
- 2월 12일: 부산 - 세부 주 7회 재취항
- 26일: 보잉 737-800 34호기 도입 (HL8304)
- 4월 2일: 보잉 737-800 35호기 도입 (HL8303)
- 5일: 서울(인천) - 옌타이 신규취항
- 30일
  - 대구 - 베이징(수도) 재취항
  - 무안 - 다낭 신규취항
  - 무안 - 방콕(수완나품) 신규취항
  - 무안 - 오사카(간사이) 신규취항
- 5월 8일: 보잉 737-800 36호기 도입 (HL8302)
- 7월 19일: 보잉 737-800 37호기 도입 (HL8316)
- 21일: 청주 - 오사카(간사이) 신규취항
- 27일: 무안 - 타이베이(도원) 신규취항
- 30일: 보잉 737-800 38호기 도입 (HL8305)
- 8월 27일: 보잉 737-800 39호기 도입 (HL8317)
- 9월 17일: 제주 - 후쿠오카 정기 전세편 신규취항
- 19일: 서울(인천) - 하이커우 신규취항
- 10월 22일: 보잉 737-800 40호기 도입 (HL8318)
- 28일: 대구 - 도쿄(나리타) 신규취항
- 29일: 부산 - 옌타이 신규취항
- 30일: 대구 - 가고시마 신규취항
- 11월 12일: 보잉 737-800 41호기 도입 (HL8331)
- 12월 3일
  - 대구 - 나트랑 신규취항
  - 대구 - 마카오 신규취항
- 14일: 제주 - 홍콩(첵랍콕) 신규취항
- 19일: 서울(인천) - 치앙마이 신규취항
- 21일
  - 무안 - 세부 신규취항
  - 무안 - 코타키나발루 신규취항
- 22일
  - 대구 - 다낭 신규취항
  - 대구 - 타이베이(도원) 신규취항
  - 서울(인천) - 클라크 신규취항
  - 청주 - 타이베이(도원) 신규취항
- 29일: 보잉 737-800 42호기 도입 (HL8321)

### 2019년
- 1월 28일: 보잉 737-800 43호기 도입 (HL8332)
- 2월 11일: 보잉 737-800 44호기 도입 (HL8322)
- 4월 1일
  - 무안 - 도쿄(나리타) 신규취항
  - 무안 - 마카오 신규취항
- 무안 - 블라디보스토크 신규취항
- 17일: 보잉 737-800 45호기 도입 (HL8333)
- 5월 4일: 보잉 737-800 46호기 도입 (HL8344)
- 6월 3일: 보잉 737-800 47호기 도입 (HL8335)
- 6일: 보잉 737-800 48호기 도입 (HL8337)
- 7월 1일: 무안 - 후쿠오카 신규취항
- 4일: 부산 - 싱가포르 신규취항
- 27일: 보잉 737-800 49호기 도입 (HL8339)
- 8월 12일: 서울(인천) - 난퉁 신규취항
- 19일: 서울(인천) - 옌지 신규취항
- 20일: 부산 - 장자제 신규취항
- 21일
  - 서울(인천) - 하얼빈 신규취항
  - 무안 - 옌지 신규취항
- 22일: 무안 - 장자제 신규취항

### 2020년
- 1월 27일: 무안 - 싼야 단항
- 무안 - 장자제 단항
- 2월 2일
  - 서울(인천) - 난퉁 단항
  - 서울(인천) - 하이커우 단항
  - 부산 - 장자제 단항
  - 서울(인천) - 싼야 단항
- 3월 2일: 이스타항공과의 주식양수도계약 체결
- 5월 4일
  - 서울(김포) - 여수 신규취항
  - 제주 - 여수 신규취항
- 7월 23일: 이스타항공의 인수·합병 공식포기

### 2022년
- 6월 29일: 서울(인천) - 울란바토르 신규취항

### 2023년
- 12월 1일
  - 보잉 737 MAX 8 2호기 도입 (HL7215)
  - 보잉 737-800BCF 2호기 도입 (HL8527)

## 운항 노선

### 코드쉐어 협정
제주항공은 코드쉐어 협정을 체결하였다. 2020년 2월 기준으로 제주항공과 코드쉐어를 실시 중인 항공사는 다음과 같다.
- 제트스타 항공

### 인터라인 협정
- 제주항공은 복수의 항공사가 각각 운항하는 노선을 하나의 티켓에 연계 판매하는 제휴 형태의 협정인 인터라인 협정을 다른 항공사들과 맺고 있다. 2020년 2월 기준으로 제주항공과 인터라인 협정을 체결한 항공사는 다음과 같다.
- 유나이티드 항공 (스타얼라이언스)
- 캄보디아 앙코르 항공

### 취항지
|  | 허브        |
|  | 취항 예정지 |
|  | 전세편 노선 |
|  | 단항 노선   |

| 도시                                                                              | 공항 IATA                   | 공항 ICAO | 공항 이름 | 비고          | 운항 횟수(1주 기준)                                        |
| --------------------------------------------------------------------------------- | --------------------------- | --- | --------- | ------------- | ---------------------------------------------------------- |
| 서울/김포 \|\| align=center\|GMP\|\|align=center\|RKSS \|\| 김포                  |                             | |           |               |                                                            |
| 서울/인천 \|\| align=center\|ICN \|\| align=center\|RKSI \|\| 인천                | 메인 허브                   | |           |               |                                                            |
| 광주 \|\| align=center\|KWJ \|\| align=center\|RKJJ \|\| 광주                     | [ 24 ]                      | |           |               |                                                            |
| 군산 \|\| align=center\|KUV \|\| align=center\|RKJK \|\| 군산                     | [ 25 ]                      | 일 2회 운항, 제주국제공항 행 |           |               |                                                            |
| 대구 \|\| align=center\|TAE \|\| align=center\|RKTN \|\| 대구                     |                             | |           |               |                                                            |
| 무안 \|\| align=center\|MWX \|\| align=center\|RKJB \|\| 무안                     |                             | |           |               |                                                            |
| 부산/김해 \|\| align=center\|PUS\|\|align=center\|RKPK \|\| 김해                  |                             | |           |               |                                                            |
| 양양 \|\| align=center\|YNY \|\| align=center\|RKNY \|\| 양양                     | [ 26 ]                      | 일 2회 운항, 김해국제공항 행 |           |               |                                                            |
| 여수 \|\| align=center\|RSU \|\| align=center\|RKJY \|\| 여수                     | [ 27 ] [ 28 ]               | 일 1회 운항, 김포국제공항 발 일 1회 운항, 제주국제공항 행 |           |               |                                                            |
| 울산 \|\| align=center\|USN \|\| align=center\|RKPU \|\| 울산                     | 부정기 운항                 | 일 3회 운항, 김포국제공항 행 |           |               |                                                            |
| 제주 \|\| align=center\|CJU \|\| align=center\|RKPC \|\| 제주                     | 허브                        | |           |               |                                                            |
| 청주 \|\| align=center\|CJJ \|\| align=center\|RKTU \|\| 청주                     |                             | |           |               |                                                            |
| 평양 \|\| align=center\|FNJ \|\| align=center\|ZKPY \|\| 순안 공항                | 전세편 노선                 | |           |               |                                                            |
| 베이징 \|\| align=center\|PEK \|\| align=center\|ZBAA \|\| 수도                   | [ 30 ]                      | 주 3회 운항, 대구국제공항 발 |           |               |                                                            |
| 난퉁                                                                              | NTG                         | ZSNT | 싱동      | [ 31 ]        | 주 3회 운항, 인천국제공항 발                               |
| 싼야 \|\| align=center\|SYX \|\| align=center\|ZJSY\|\| 펑황                      | [ 31 ] [ 32 ]               | 주 4회 운항, 인천국제공항 발 주 2회 운항, 무안국제공항 발 |           |               |                                                            |
| 스자좡                                                                            | SJW                         | ZBSJ | 정딩      | [ 33 ]        | 주 2회 운항, 김해국제공항 발                               |
| 옌타이                                                                            | YNT                         | ZSYT | 라이산    |               | 주 2회 운항, 인천국제공항 발                               |
| 옌타이                                                                            | YNT                         | ZSYT | 펑라이    | [ 34 ]        | 주 11회 운항, 인천국제공항 발 주 7회 운항, 김해국제공항 발 |
| 옌지 \|\| align=center\|YNJ \|\| align=center\|ZYYJ \|\| 차오양촨                 |                             | 주 6회 운항, 인천국제공항 발 주 2회 운항, 무안국제공항 발 |           |               |                                                            |
| 웨이하이                                                                          | WEH                         | ZSWH | 웨이하이  |               | 일 2회 운항, 인천국제공항 발                               |
| 자무쓰                                                                            | JMU                         | ZYJM | 자무쓰    | [ 35 ]        | 주 2회 운항, 인천국제공항 발                               |
| 장자제 \|\| align=center\|DYG \|\| align=center\|ZGDY \|\| 장자제                 |                             | 주 2회 운항, 김해국제공항 발 주 2회 운항, 무안국제공항 발 |           |               |                                                            |
| 칭다오 \|\| align=center\|TAO \|\| align=center\|ZSQD \|\| 류팅                   | [ 36 ]                      | 주 11회 운항, 인천국제공항 발 |           |               |                                                            |
| 칭다오                                                                            | TAO                         | ZSQD | 자오둥    | [ 37 ]        | 주 11회 운항, 인천국제공항 발                              |
| 하얼빈 \|\| align=center\|HRB \|\| align=center\|ZYHB \|\| 타이핑                 |                             | 주 3회 운항, 인천국제공항 발 |           |               |                                                            |
| 하이커우 \|\|align=center\|HAK \|\| align=center\|ZJHK \|\| 메이란                | >                           | 주 2회 운항, 인천국제공항 발 |           |               |                                                            |
| 마카오 \|\| align=center\|MFM \|\| align=center\|VMMC \|\| 마카오                 | [ 39 ] [ 40 ]               | 일 2회 운항, 인천국제공항 발 |           |               |                                                            |
| 홍콩 \|\| align=center\|HKG \|\|align=center\|VHHH \|\| 홍콩                      | [ 41 ] [ 42 ]               | 일 2회 운항, 인천국제공항 발 주 7회 운항, 제주국제공항 발 |           |               |                                                            |
| 도쿄 \|\| align=center\|NRT \|\| align=center\|RJAA \|\| 나리타                   | [ 39 ] [ 43 ] [ 44 ]        | 일 4회 운항, 인천국제공항 발 주 7회 운항, 김해국제공항 발 주 7회 운항, 무안국제공항 발                                                                                         |           |               |                                                            |
| 가고시마\|\| align=center\|KOJ \|\| align=center\|RJFK \|\| 가고시마              | [ 39 ] [ 45 ]               | 주 3회 운항, 인천국제공항 발 |           |               |                                                            |
| 나고야 \|\| align=center\|NGO \|\| align=center\|RJGG \|\| 주부                   | [ 46 ]                      | 일 2회 운항, 인천국제공항 발 |           |               |                                                            |
| 마쓰야마 \|\| align=center\|MYJ \|\| align=center\|RJOM \|\| 마쓰야마             | [ 47 ]                      | 주 3회 운항, 인천국제공항 발 |           |               |                                                            |
| 시즈오카 \|\| align=center\|FSZ \|\| align=center\|RJNS \|\| 시즈오카             |                             | 주 2회 운항, 인천국제공항 발 |           |               |                                                            |
| 삿포로 \|\| align=center\|CTS \|\| align=center\|RJCC \|\| 신치토세               | [ 48 ]                      | 주 7회 운항, 인천국제공항 발 |           |               |                                                            |
| 오사카 \|\| align=center\|KIX \|\| align=center\|RJBB \|\| 간사이                 | [ 49 ] [ 50 ] [ 51 ] [ 52 ] | 일 3회 운항, 인천국제공항 발 일 2회 운항, 김포국제공항 발 일 2회 운항, 김해국제공항 발 주 7회 운항, 무안국제공항 발                                                            |           |               |                                                            |
| 오이타 \|\| align=center\|OIT \|\| align=center\|RJFO \|\| 오이타                 | [ 53 ]                      | 주 3회 운항, 인천국제공항 발 |           |               |                                                            |
| 오키나와 \|\| align=center\|OKA \|\| align=center\|ROAH \|\| 나하                 | [ 54 ] [ 55 ]               | 주 3회 운항, 인천국제공항 발 |           |               |                                                            |
| 후쿠오카 \|\| align=center\|FUK \|\| align=center\|RJFF \|\| 후쿠오카             | [ 56 ] [ 57 ] [ 58 ] [ 59 ] | 주 24회 운항, 인천국제공항 발 일 2회 운항, 김해국제공항 발 주 4회 운항, 무안국제공항 발                                                                                        |           |               |                                                            |
| 히로시마 \|\| align=center\|HIJ \|\| align=center\|RJOA \|\| 히로시마             | [ 60 ] [ 61 ]               | 주 3회 운항, 인천국제공항 발 |           |               |                                                            |
| 타이베이 \|\| align=center\|TPE \|\| align=center\|RCTP \|\| 타오위안             | [ 62 ] [ 63 ]               | 주 7회 운항, 인천국제공항 발 주 12회 운항, 김해국제공항 발 주 4회 운항, 청주국제공항 발 주 7회 운항, 무안국제공항 발 주 7회 운항, 대구국제공항 발 주 2회 운항, 제주국제공항 발 |           |               |                                                            |
| 가오슝 \|\| align=center\|KHH \|\| align=center\|RCKH \|\| 가오슝                 | [ 64 ] [ 65 ]               | 주 4회 운항, 인천국제공항 발 일 3회 운항, 김포국제공항 발 |           |               |                                                            |
| 울란바타르 \|\| align=center\|ULN \|\| align=center\|ZMUB \|\| 칭기즈칸           | [ 66 ]                      | 일 2회 운항, 무안국제공항 발 |           |               |                                                            |
| 비엔티안 \|\| align=center\|VTE\|\|align=center\|VLVT \|\| 왓따이                 |                             | 주 7회 운항, 인천국제공항 발 |           |               |                                                            |
| 코타키나발루 \|\| align=center\|BKI \|\| align=center\|WBKK \|\| 코타키나발루     |                             | 주 7회 운항, 인천국제공항 발 주 2회 운항, 무안국제공항 발 |           |               |                                                            |
| 하노이 \|\| align=center\|HAN \|\| align=center\|VVNB \|\| 노이바이               | [ 67 ]                      | 주 7회 운항, 인천국제공항 발 |           |               |                                                            |
| 나트랑                                                                            | CXR                         | VVCR | 깜라인    | [ 68 ] [ 69 ] | 주 7회 운항, 인천국제공항 발                               |
| 다낭 \|\| align=center\|DAD \|\| align=center\|VVDN \|\| 다낭                     | [ 52 ] [ 70 ]               | 일 2회 운항, 인천국제공항 발 주 7회 운항, 김해국제공항 발 주 7회 운항, 무안국제공항 발 주 7회 운항, 대구국제공항 발                                                            |           |               |                                                            |
| 락자 \|\| align=center\|PQC \|\| align=center\|VVPQ \|\| 푸꾸옥                   | [ 71 ]                      | 주 7회 운항, 인천국제공항 발 |           |               |                                                            |
| 호찌민 \|\| align=center\|SGN\|\|align=center\|VVTS \|\|떤썬녓                    | [ 69 ]                      | 주 7회 운항, 인천국제공항 발 |           |               |                                                            |
| 싱가포르 \|\| align=center\|SIN \|\| align=center\|WSSS \|\| 창이                 | [ 72 ]                      | 주 4회 운항, 김해국제공항 발 |           |               |                                                            |
| 덴파사르(발리) \|\| align=center\|DPS \|\| align=center\|WADD \|\| 응우라 라이    | [ 73 ]                      | 주 7회 운항, 인천국제공항 발 |           |               |                                                            |
| 바탐                                                                              | BTH                         | WIDD | 항 나딤   | [ 73 ]        | 주 4회 운항, 인천국제공항 발                               |
| 방콕 \|\| align=center\|BKK\|\|align=center\|VTBS \|\| 수완나품                   | [ 52 ] [ 74 ] [ 75 ] [ 76 ] | 일 2회 운항, 인천국제공항 발 주 7회 운항, 김해국제공항 발 주 4회 운항, 무안국제공항 발 주 7회 운항, 제주국제공항 발                                                            |           |               |                                                            |
| 치앙마이 \|\| align=center\|CNX \|\| align=center\|VTCC \|\| 치앙마이             | [ 66 ]                      | 주 7회 운항, 인천국제공항 발 주 3회 운항, 제주국제공항 발 |           |               |                                                            |
| 푸껫 \|\| align=center\|HKT \|\| align=center\|VTSP \|\| 푸껫                     | [ 77 ]                      | 주 7회 운항, 인천국제공항 발 |           |               |                                                            |
| 마닐라 \|\| align=center\|MNL \|\| align=center\|RPLL \|\| 니노이아키노           | [ 78 ]                      | 주 7회 운항, 인천국제공항 발 |           |               |                                                            |
| 보홀                                                                              | TAG                         | RPSP | 팡라오    | [ 71 ]        | 주 7회 운항, 인천국제공항 발                               |
| 세부 \|\| align=center\|CEB \|\|align=center\|RPVM \|\| 막탄 세부                 | [ 78 ] [ 79 ]               | 일 2회 운항, 인천국제공항 발 주 7회 운항, 김해국제공항 발 주 5회 운항, 무안국제공항 발 주 7회 운항, 대구국제공항 발                                                            |           |               |                                                            |
| 클라크 \|\| align=center\|CRK \|\| align=center\|RPLC \|\| 디오스다도 마카파갈    | [ 80 ]                      | 주 7회 운항, 인천국제공항 발 |           |               |                                                            |
| 블라디보스토크 \|\| align=center\|VVO \|\| align=center\|UHWW \|\| 블라디보스토크 | [ 81 ]                      | 주 7회 운항, 인천국제공항 발 |           |               |                                                            |
| 괌 \|\| align=center\|GUM \|\| align=center\|PGUM \|\| 앤토니오 B. 원 팻          | [ 82 ] [ 83 ]               | 주 17회 운항, 인천국제공항 발 주 7회 운항, 김해국제공항 발 주 6회 운항, 청주국제공항 발 주 7회 운항, 무안국제공항 발                                                           |           |               |                                                            |
| 사이판 \|\| align=center\|SPN \|\| align=center\|PGSN \|\| 사이판                 | [ 84 ]                      | 일 2회 운항, 인천국제공항 발 주 7회 운항, 김해국제공항 발 |           |               |                                                            |

## 보유 기종
- 2025년 7월 기준 제주항공의 보유기종은 다음과 같으며 기체의 평균 기령은 11.2년이다.[85][86][87]

### 퇴역 기종
- 봄바디어 Q400으로 운항을 시작한 제주항공은 사업 5년차인 2010년, Q400 항공기를 매각하고 기종 단일화 사업을 결정하였고, 2010년 6월 16일 고별비행을 마지막으로 Q400을 모두 매각하고 보잉 737-800 항공기로 기종 단일화 사업을 시작했다. 기종 단일화를 통해 운항원가 절감과 함께 Q400으로 어려웠던 국제선 취항을 통해 수익성을 끌어올릴 계획이다.[90]

## 사건 및 사고
- 2007년 2월 1일 16시 50분경, 제주국제공항을 출발하여 김포국제공항으로 향하던 7C 122편이 김포국제공항에 착륙 후 터미널로 이동하던 중 유도로에서 오른쪽 랜딩기어 바퀴 두개 중 하나가 이탈하였다.[91]
- 8월 12일 8시 50분경, 제주국제공항을 출발하여 부산 김해국제공항으로 향하던 제주항공 7C502편이 김해국제공항에 착륙 후 활주로를 이탈하여 배수구에 빠져 멈춰섰다. 당시 이 항공기에는 74명이 탑승해있었으며, 1번 엔진 프로펠러 등 기체가 파손되었다.[92]
- 2013년 2월 3일 22시 20분경, 제주국제공항을 출발하여 김포국제공항을 향하던 제주항공 7C120편이 김포국제공항에 안전하게 착륙 하였으나 주기장으로 이동 중 눈이 쌓여 미끄러워진 활주로 때문에 잔디밭으로 이탈하였다. 이 사고로 국내선 12편 국제선 2편이 김포국제공항에 착륙하지 못하고 인천국제공항으로 회항하였다.[93]
- 2015년 1월 5일 3시경 사이판 국제공항을 출발해 인천국제공항에 착륙할 예정이던 7C3401편이 안개로 인한 저시정 때문에 청주국제공항으로 회항했다.[94] 하지만 제주항공 측은 아무 설명도 없이 4시간 넘게 승객들을 비행기에 대기시켰다. 이 비행기는 장비 이상으로 출발부터 6시간 넘게 지연돼 승객들은 24시간 가까이 비행기에 갇혀 있었다. 승무원들도 이미 법정 근무시간을 초과한 상태에서 제주항공은 대체 승무원들을 투입하려 했지만 그마저도 여의치 않자, 대책없이 승객들을 붙잡아두었다. 결국 승객들은 오전 10시가 넘어서야 항공사 측이 마련한 버스를 타고 인천국제공항으로 향했다. 한편 이 과정에서 한국공항공사의 제주항공에 대한 압력이 있었다는 주장이 제기되었다.[95]
- 2015년 12월 23일 7시 10분 경 김포국제공항을 출발해 제주국제공항으로 가던 제주항공 7C101편이 18,000피트 상공에서 기내 여압장치가 작동되지 않아 승객들이 귀막힘등 여러 증세가 보였고 해당 항공기는 여압장치가 필요없는 10,000피트 이하로 저공 비행하여 무사히 제주국제공항에 착륙했다. 원인은 조종사가 여압장치를 작동시키지 않은 것으로 보이지만 정확한 원인은 아직 나오지 않았다.[96][97]
- 2019년 6월 12일 3시 30분 경 필리핀 클라크 국제공항을 출발해 인천국제공항으로 승객 149명을 태우고 가던 제주항공 7C4604편 여객기가 이륙 중 경보음과 함께 좌석에 산소마스크가 떨어지면서 안전벨트와 산소마스크 착용을 알리는 방송이 나왔다. 사건 후 항공기는 출발지로 회항하였으나 당시 승무원의 대처가 적절치 않다는 비판이 제기되었었다.[98][99]
- 2021년 3월 8일, 제주항공 7C 606편이 에어서울 RS906편 항공기와 충돌한 사고가 발생하였다. 그러나 광주공항에서 제주국제공항으로 복귀 후 사고사실을 인지하였는데 이에 대한민국 국토교통부는 사고원인을 조사, 제주항공에 대해 과징금 부과 및 조종사에 대한 자격정지명령을 처분을 내렸다.[100][101]
- 2024년 12월 29일, 수완나품 국제공항을 출발하여 무안국제공항으로 향하던 제주항공 2216편이 착륙 과정서 동체착륙 후 활주로 이탈 사고가 발생하여 179명이 사망했다.
- 2024년 12월 30일, 김포국제공항을 출발하여 제주국제공항으로 향하던 제주항공 101편이 랜딩기어 이상으로 회항했다. 전날 같은 기종인 제주항공 2216편의 활주로 이탈 사고가 있었기 때문에 일부 승객들은 탑승을 거부하기도 했다.[102]
- 2025년 3월 3일, 2025년 3월 3일 김포국제공항에서 제주국제공항으로 가던 제주항공 139편, 한국공항공사에 따르면 3일 오후 7시 30분 김포공항을 출발해 제주공항으로 향하려던 제주항공 7C139편(HL8090,Boeing 737-8AS)[103]이 회항해 청주국제공항에 착륙했다.항공기는 당초 시간보다 40분 늦은 오후 8시 10분쯤 출발했다. 이어 오후 9시 13분쯤 제주공항 활주로에 착륙을 시도했지만 강풍으로 인한 날개지시계통 이상이 발견돼 다시 이륙하는 고어라운드(Go-Around)에 나섰다. 기내에서는 기상악화와 연료계통 이상으로 인한 기체결함이 의심된다는 안내방송이 나오기 시작했다. 실제 탑승객들은 상당한 기체 충격을 느낀 것으로 전해졌다. 곧이어 기장은 김포공항까지 이동이 불가능하다고 안내하고 오후 10시 20분쯤 청주공항에 비상 착륙했다. 해당 비행기는 제주항공 101편 회항 사고의 기체결함이 있었던 HL8090이다.[104][105]
- 2025년 3월 9일, 인천행 7C1102(HL8524)가 나리타 국제공항에서 관제사한테 151번 게이트에서 푸쉬백을 한 뒤 유도로 P2→E3→K→S4로 이동하라고 지시를 받았지만 1102편 항공기는 E3까지는 지시대로 왔다가 K가 아닌 C로 잘못 진입했었다. 직후에 오진입을 알아차린 관제사는 C에서부터 다시 지시했고 국토교통부는 해당 여객기를 본조종사들이 어떠한 이유로 오진입했는지를 조사하고 있다.[106] 이 영향으로 인해 항공기는 41분이 지연됐었다. 2024년 1월에도 후쿠오카 공항에서 유도로를 주행중에 원래 루트를 이탈하여, 엔진의 시운전을 하는 장소에 고립되는 사건도 있었다.[107]
- 2025년 5월 27일, 제주국제공항을 출발하여 베트남 다낭국제공항으로 향하던 제주항공 7C2217편이 다낭국제공항에 착륙 후 활주로를 이탈하여 멈춰섰다. 당시 이 항공기에는 183명이 탑승해있었으며, 출발 후 순조롭게 비행한 항공기는 28일 00시 49분 다낭 국제공항에 접근하고 있었다. 이후 00시 50분 RW35L에 착륙한 제주항공 2217편은 활주로에서 제동 중, 활주로 오른쪽 완충지대로 이탈했고 이 과정에서 랜딩기어에 파손이 발생했다.공교롭게도 불과 5개월 전 발생한 대형 사고의 바로 다음 번호 편명에서 발생한 사고다. 사고 이후 국토교통부의 징계에 따라 항공정비사 2명에 대해 30일 자격정지 처분과 8억원의 과징금이 내려졌다. 제주항공은 아래와 같은 사항을 위반하였다.[108][109]
- 2025년 5월 28일, 0:42(UTC+7)에 7C2217(HL8539)가 다낭 국제공항의 35L로 착륙한 후 우측으로 잠깐 이탈했다가 복귀했다. 이 과정에서 타이어가 찢어지는 손상이 발생했다. 사측은 다낭에서 타이어를 교체하고 HL8331을 대체기로 투입하여 2218편 승객들을 처리했다.
- 2025년 6월 1일, 필리핀 클라크 국제공항을 출발해 인천국제공항에 도착한 7C2108(HL8317)이 게이트에 도착해 승객 하기가 이루어지기 직전, 임신 중이던 필리핀 국적의 30대 여성이 기내에서 출산을 하였다. 당시 신생아는 심정지 상태였고 곧바로 병원으로 옮겨졌지만 결국 숨졌다. 이에 경찰은 사인 등을 밝히기 위한 조사에 나섰다. 출산한 필리핀 국적의 여성은 사이판섬에 거주 중이었고, 가족들과 함께 필리핀을 여행한 후 다시 사이판섬으로 돌아가기 위해 인천공항을 경유한 것으로 알려졌다.[110]

## 주요 주주
- AK홀딩스 57.07%
- 애경유지공업 6.30%
- 제주특별자치도 7.66%

※ 2017년 1분기 감사보고서 기준

## 사진

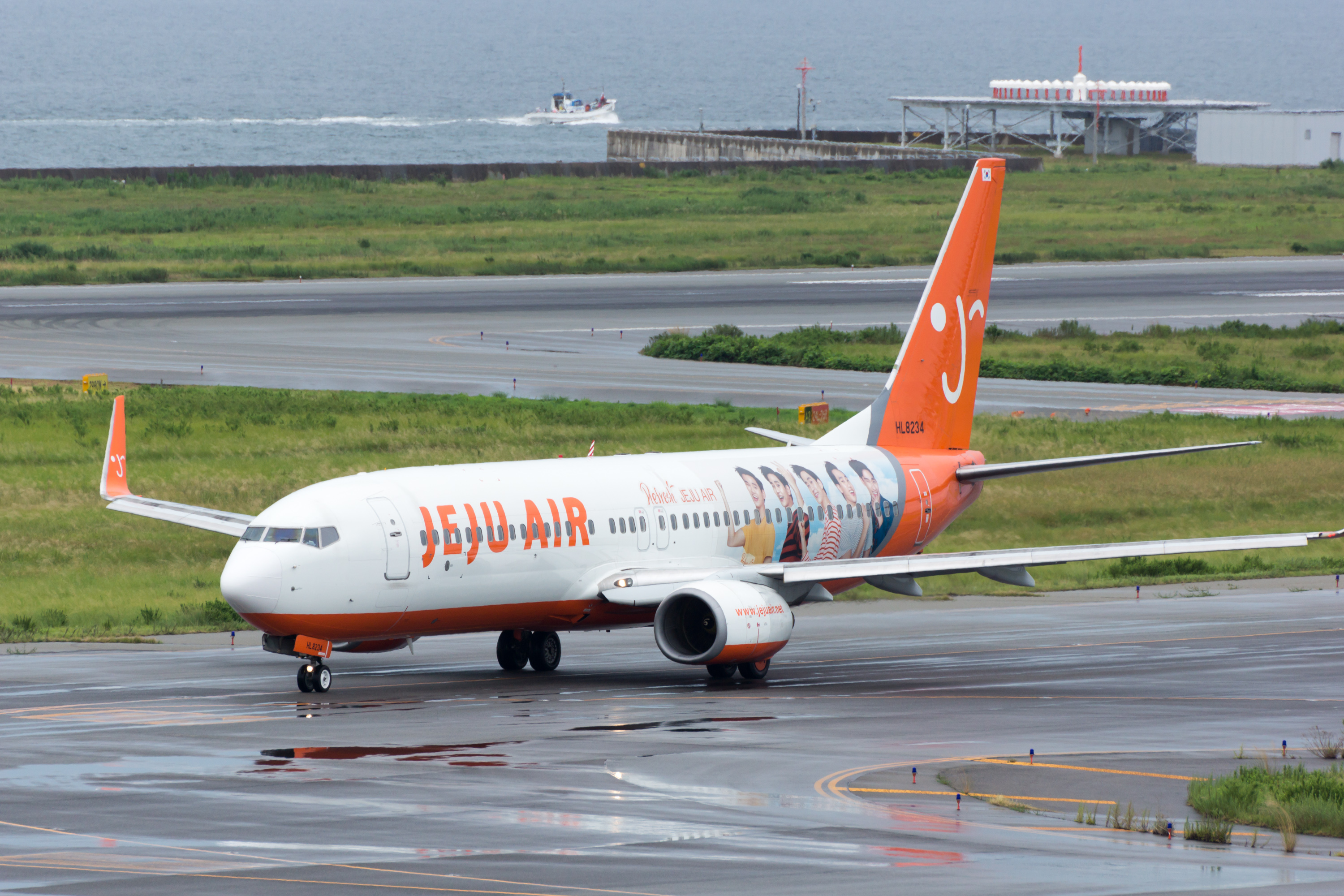
제주항공의 보잉 737-800 (구도색)
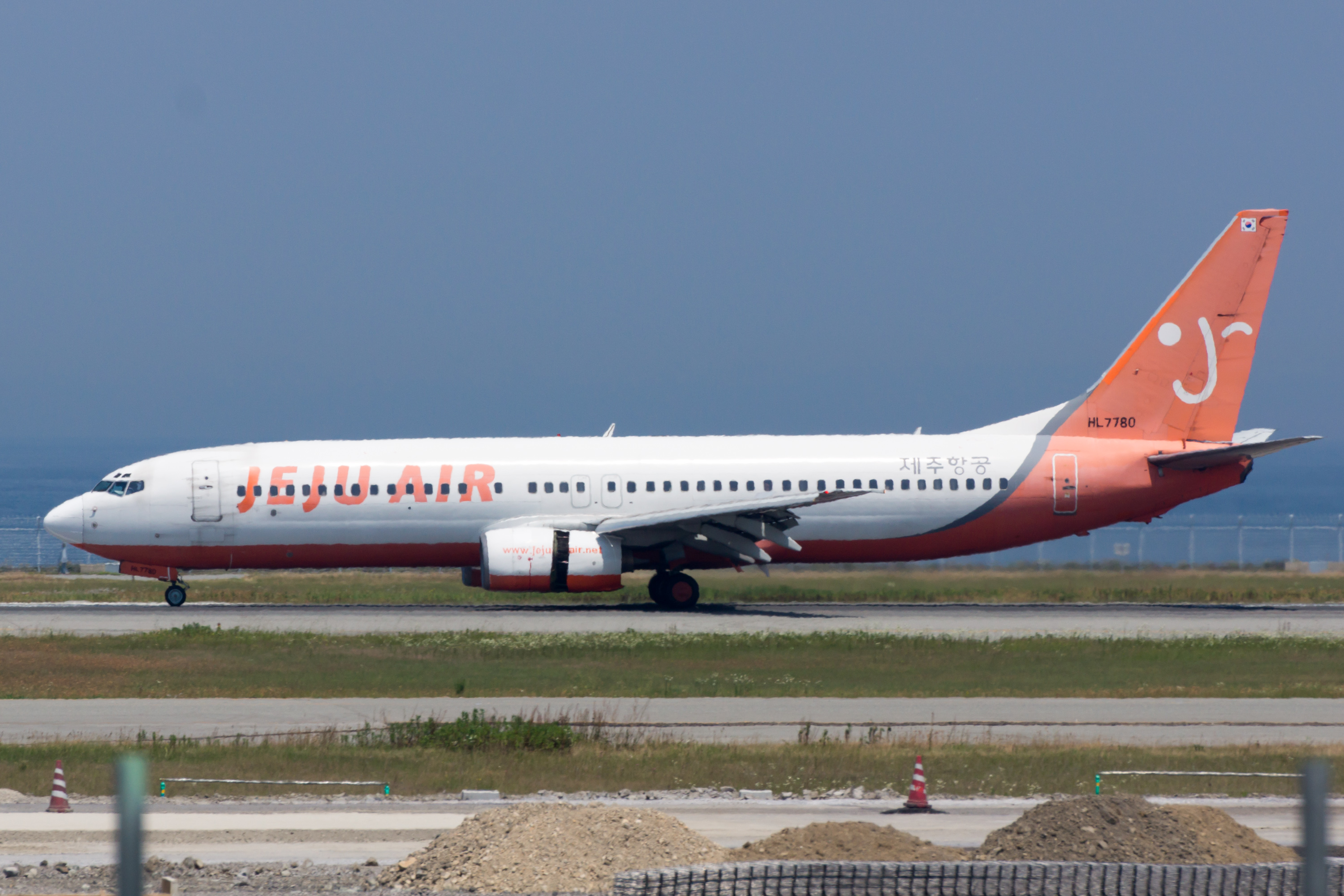
제주항공의 보잉 737-800 (구도색)
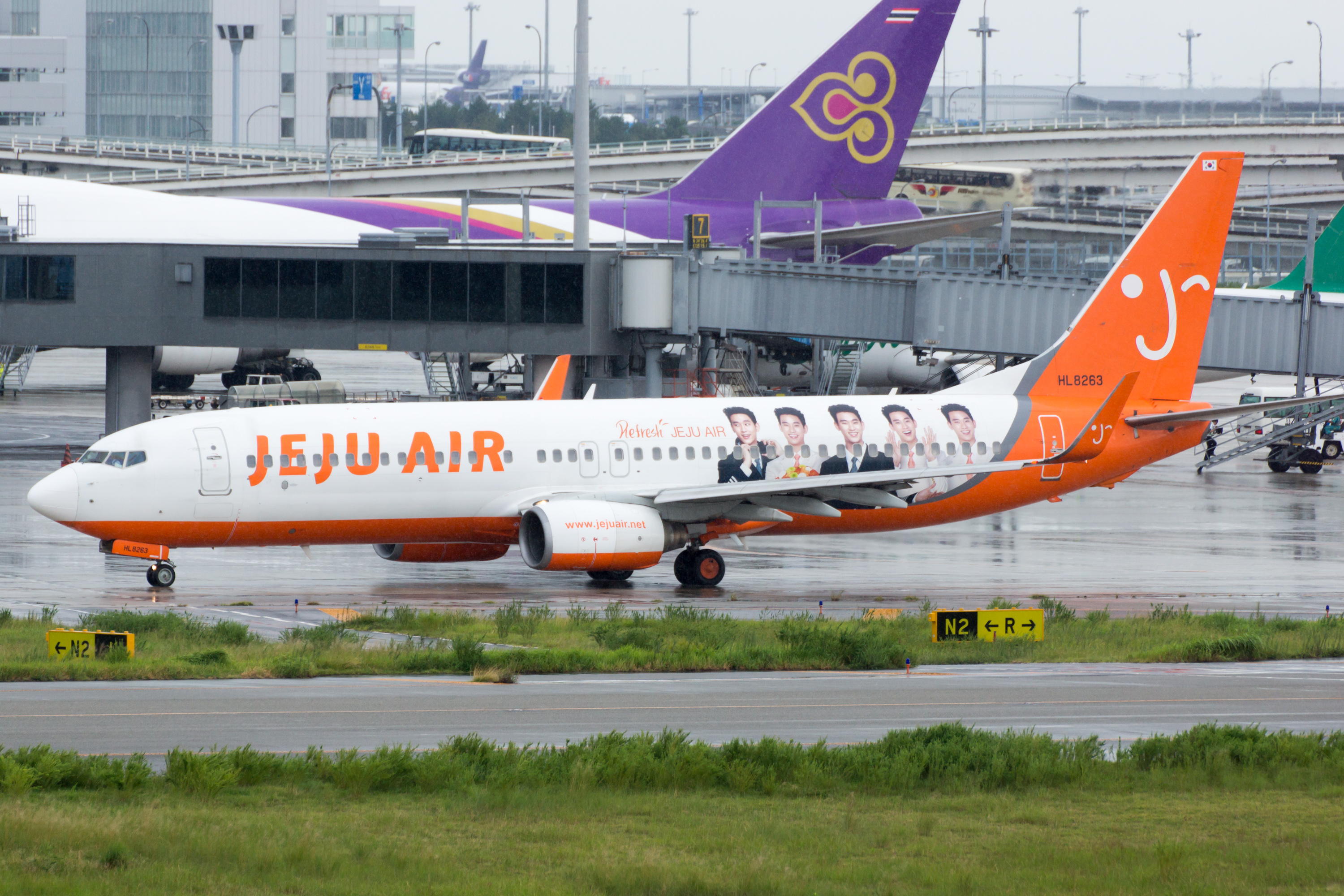
제주항공의 보잉 737-800 (구도색)
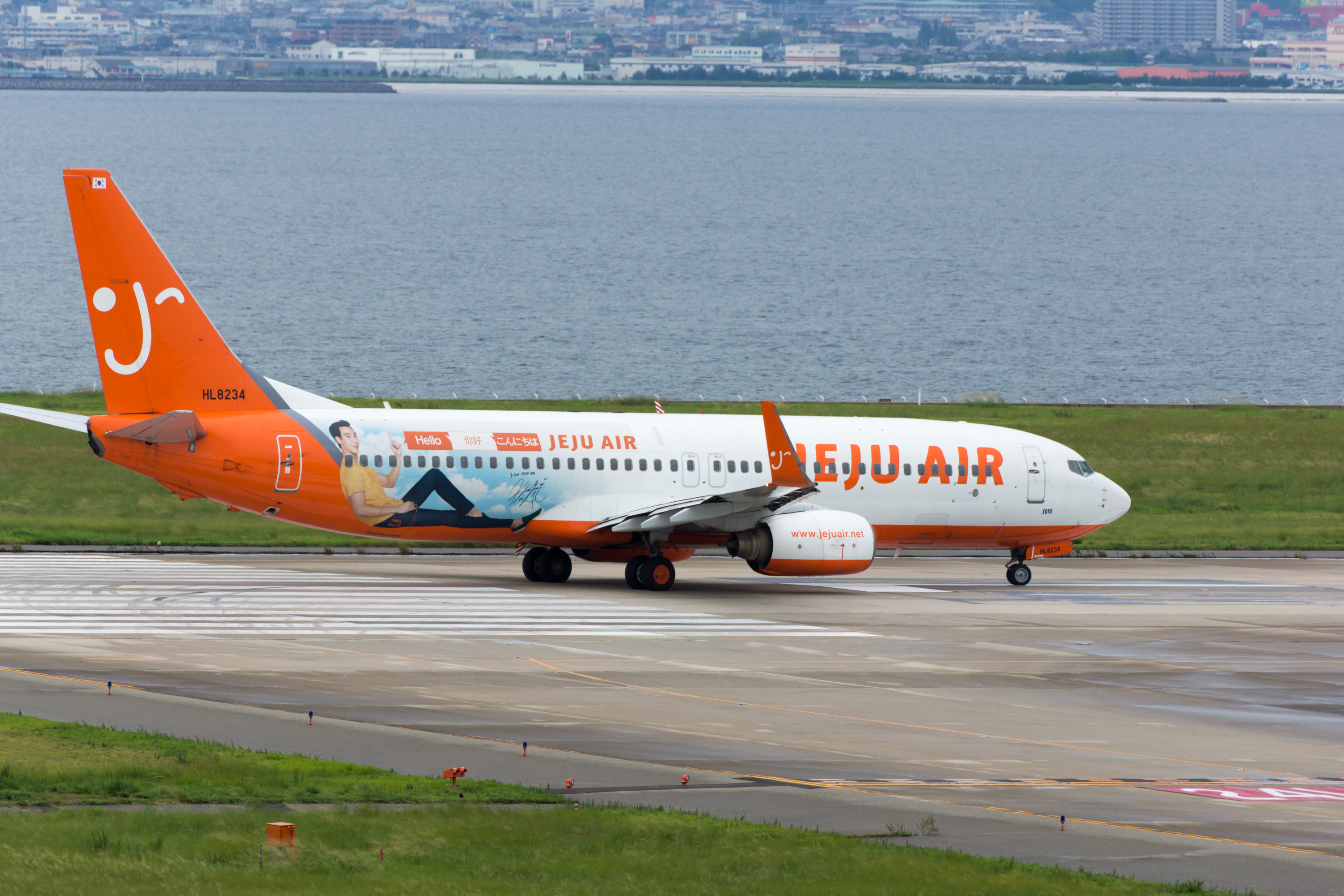
제주항공의 보잉 737-800 (구도색)
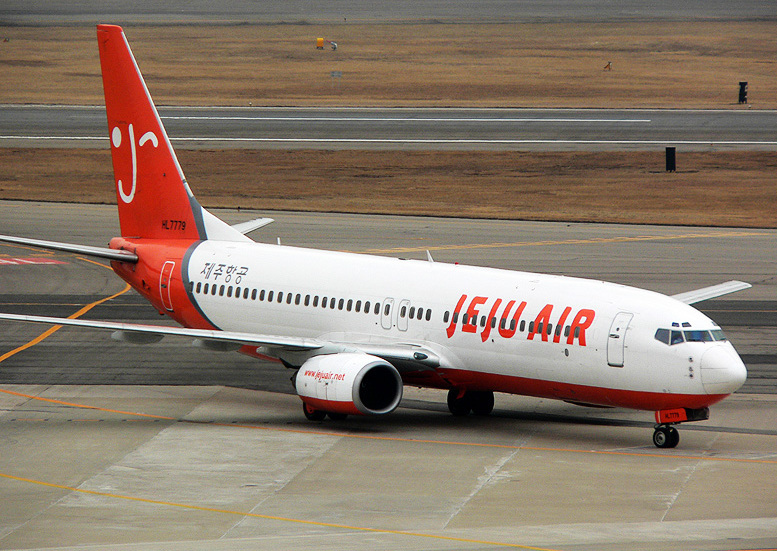
제주항공의 보잉 737-800 (구도색)

## 같이 보기
- 애경그룹 - 모회사
- 동보공항 - 자회사